# Argentina Open 2023
Giải quần vợt Argentina Mở rộng 2023 là một giải quần vợt nam thi đấu trên mặt sân đất nện ngoài trời. Đây là lần thứ 26 giải ATP Buenos Aires được tổ chức, và là một phần của ATP Tour 250 trong ATP Tour 2023. Giải đấu diễn ra ở Buenos Aires, Argentina, từ ngày 13 đến ngày 19 tháng 2 năm 2023.

## Điểm và tiền thưởng

### Phân phối điểm
| Sự kiện | VĐ  | CK  | BK | TK | Vòng 1/16 | Vòng 1/32 | Q  | Q2 | Q1 |
| Đơn     | 250 | 150 | 90 | 45 | 20        | 0         | 12 | 6  | 0  |
| Đôi     | 250 | 150 | 90 | 45 | 0         | —         | —  | —  | —  |

### Tiền thưởng
| Sự kiện | VĐ      | CK      | BK      | TK      | Vòng 1/16 | Vòng 1/32 | Q2     | Q1     |
| Đơn     | $95,305 | $55,595 | $32,680 | $18,940 | $11,000   | $6,720    | $3,360 | $1,830 |
| Đôi*    | $33,110 | $17,720 | $10,400 | $5,800  | $3,420    | —         | —      | —      |

*mỗi đội

## Nội dung đơn

### Hạt giống
| Quốc gia | Tay vợt              | Xếp hạng1 | Hạt giống |
| -------- | -------------------- | --------- | --------- |
| ESP      | Carlos Alcaraz       | 2         | 1         |
| GBR      | Cameron Norrie       | 11        | 2         |
| ITA      | Lorenzo Musetti      | 19        | 3         |
| ARG      | Diego Schwartzman    | 28        | 4         |
| ARG      | Francisco Cerúndolo  | 31        | 5         |
| ARG      | Sebastián Báez       | 47        | 6         |
| SVK      | Alex Molčan          | 52        | 7         |
| ESP      | Albert Ramos Viñolas | 54        | 8         |

- 1 Bảng xếp hạng vào ngày 6 tháng 2 năm 2023.

### Vận động viên khác
Đặc cách:
- Facundo Díaz Acosta
- Guido Pella
- Dominic Thiem

Bảo toàn thứ hạng:
- Hugo Dellien

Vượt qua vòng loại:
- Yannick Hanfmann
- Dušan Lajović
- Camilo Ugo Carabelli
- Juan Pablo Varillas

### Rút lui
- Corentin Moutet → thay thế bởi  Thiago Monteiro

## Nội dung đôi

### Hạt giống
| Quốc gia | Tay vợt           | Quốc gia | Tay vợt              | Xếp hạng1 | Hạt giống |
| -------- | ----------------- | -------- | -------------------- | --------- | --------- |
| ESP      | Marcel Granollers | ARG      | Horacio Zeballos     | 27        | 1         |
| BRA      | Rafael Matos      | ESP      | David Vega Hernández | 56        | 2         |
| ITA      | Simone Bolelli    | ITA      | Fabio Fognini        | 61        | 3         |
| ARG      | Máximo González   | ARG      | Andrés Molteni       | 87        | 4         |

- 1 Bảng xếp hạng vào ngày 6 tháng 2 năm 2023.

### Vận động viên khác
Đặc cách:
- Federico Coria /  Tomás Martín Etcheverry
- Diego Schwartzman /  Dominic Thiem

### Rút lui
- Federico Coria /  Tomás Martín Etcheverry → thay thế bởi  Boris Arias /  Federico Zeballos
- Marcel Granollers /  Horacio Zeballos

## Nhà vô địch

### Đơn
- Carlos Alcaraz đánh bại  Cameron Norrie, 6–3, 7–5

### Đôi
- Simone Bolelli /  Fabio Fognini đánh bại  Nicolás Barrientos /  Ariel Behar, 6–2, 6–4